# Institut Mines-Télécom Business School
Institut Mines-Télécom Business School je evropská obchodní škola s kampusy (pobočkami) v Paříži a Évry. Byla založena v roce 1979.

## Popis
IMT BS je akreditovaná u třech mezinárodních organizací: CGE, AMBA, a AACSB. Škola má přibližně 7 500 absolventů[kdy?].

## Programy
IMT BS nabízí magisterský program v oboru managementu (Master in Management), několik specializovaných magisterských programů v oborech jako marketing, finance, média či personalistika (HR). IMT BS také nabízí doktorské studium, které vede k získání titulu Ph.D.

## Mezinárodní srovnání
V roce 2019 se program „Master in Management“ umístil na 61. místě v mezinárodním žebříčku deníku Financial Times.